# LAZYgunsBRISKY
LAZYgunsBRISKY — японская женская рок-группа, основанная в 2006 году и просуществовавшая до 2012 года. Воссоединилась в 2015 году. Большое влияние на группу оказало творчество таких групп 1960-х-1970-х годов как, The Beatles и Led Zeppelin.

## Карьера
LAZYgunsBRISKY была основана в 2006 году певицей Люси, гитаристкой Идзуми, басисткой Адзу и барабанщицей Моэ, после окончания ими школы. В апреле 2008 года на лейбле July Records они выпустили свой дебютный альбом Quixotic , который был спродюсирован Мотоаки Фукурамой. В том же году на лейбле Babestar, группа выпустила ещё один альбом, который получил название Catching!. Продюсером альбома выступил участник группы Blankey Jet City Кэнъити Асаи.
В 2009 году коллектив выступил на фестивале Arabiki Rock Festival 2009 и выпустил мини-альбом 26times, выпущенный на лейбле FlyingStar. Выступление группы на Fuji Rock Festival 2009 было замечено СМИ. Коллектив получил популярность и вне Японии: альбом 26times вышел в США на лейбле Good Caramel Record; альбом Catching! издавался в Европе лейблом Spark & Shine.
В 2010 году LAZYgunsBRISKY отправились в европейское турне, которое включало в себя посещение Швейцарии и Франции. В том же году Люси приняла участие в записи альбома группы Buck-Tick «Dokudanjō Beauty». В декабре того же года группа открыла свой собственный лейбл G.o.D. Records и выпустила на нём мини-альбом «Childhood».
В 2011 году на лейблах Movement Records и May Sexy Stones Records коллектив выпустил свой третий по счёту и одноимённый альбом LAZYgunsBRISKY. В Европе альбом был издан лейблом Bishi Bishi. После этого музыканты отправились в своё второе европейское турне в рамках мероприятия Japan Expo. После возвращения в Японию 12 мая 2012 года группа прекратила своё существование. Вокалистка Люси начала сольную карьеру, а позже вошла в состав группы BORZOIQ, гитаристка Идзуми присоединилась к группе N’spice, а басистка Адзу вошла в состав женской пауэр-метал-команды Cyntia.
В 2015 году LAZYgunsBRISKY объявили о своём воссоединении и дали свой первый за два года концерт 12 мая на концертной площадке Shibuya Tsutaya O-Crest. 14 июля 2016 года после одного из концертов группу покинула Идзуми. 28 октября того же года на её место пришла Юко.

## Состав
- Люси — ведущий вокал (2006–2012, 2015–настоящее)
- Адзу — бас, бэк-вокал (2006–2012, 2015–настоящее)
- Моэ — ударные (2006–2012, 2015–настоящее)
- Юко — гитара (2016–настоящее)

Бывший участник
- Идзуми — гитара (2006–2012, 2015–2016)

## Дискография
- «The Trip» (Июль 2007)
- Quixotic (Апрель 2008)
- Catching! (Декабрь 2008)
- 26times (Июль 2009)
- Childhood (2010)
- LAZYgunsBRISKY (2011)